# 러시아 사회민주노동당 제1차 대표자회

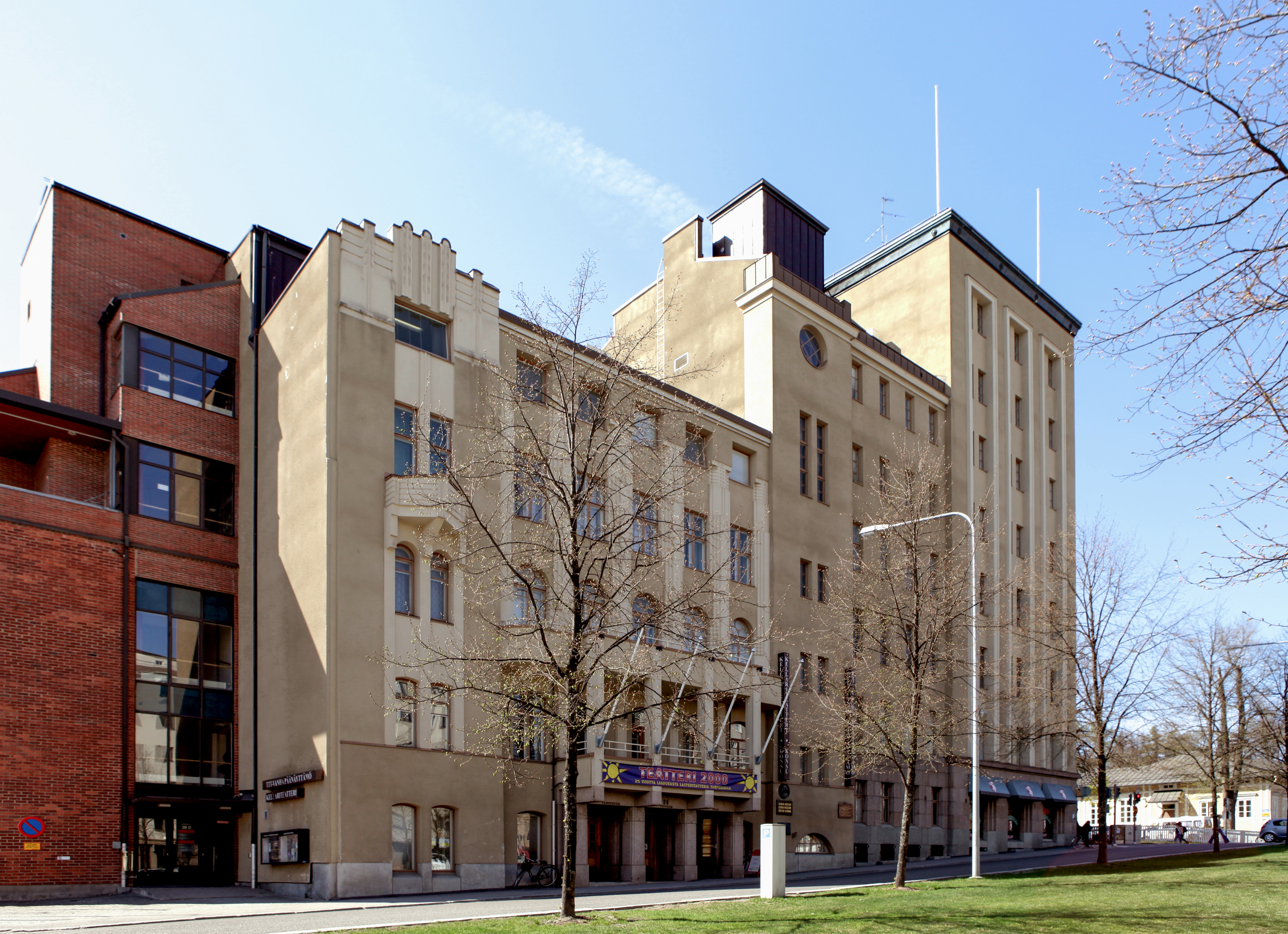
대표자회가 열린 탐페레 노동자회관.

러시아 사회민주노동당 제1차 대표자회(러시아어: I конференция Росси́йской социа́л-демократи́ческой рабо́чей па́ртии)는 1905년 12월 핀란드 대공국 탐페레에서 열렸다. 회의를 주도한 것은 소위 다수파, 볼셰비키들이었다. 1905년 런던에서 있었던 제3차 대회와 1906년 스톡홀름에서 있었던 제4차 대회 사이에 개최되었다. 이 대표자회(대회와 다름)에서 정해진 주요 안건은 무장반란노선의 결정으로, 1917년 10월 혁명으로 이어지는 노선이 여기서 시작되었다고 할 수 있다. 하지만 그보다 블라디미르 레닌과 이오시프 스탈린이 처음 만난 자리라는 것으로 더 유명하다.
탐페레 대표자회는 철저히 비밀리에 개최되었으며 구체적으로 무슨 이야기가 오갔는지 1차 사료가 남아있는 것이 거의 없다. 현재까지 발견된 사료는 회의에서 결정된 사항을 인쇄한 것과 레닌의 회고록 뿐이다. 심지어 회의가 언제 열렸는지조차도 확실하게 알 수 없다. 핀란드 쪽 문헌에서는 대개 25일에서 30일 사이를 비정한다. 한편 러시아 역사학자 G. 크라몰니코프(G. Kramolnikov)는 12월 23일부터 회의가 시작되었다고 비정한다.

## 배경
11월 말, 『신생활』(러시아어: Новая Жизнь 노바야 쥐슨[*])에 각 지구당 대표자들이 출석하는 회담이 12월 23일에 개회할 것이니 참여할 것을 고지하는 광고가 실렸다. 당시 러시아 사회민주노동당은 같은 해 봄 런던에서 있었던 제3차 대회 때 볼셰비키와 멘셰비키로 분당된 상태였는데, 이 회담은 주로 볼셰비키 위주의 회담이었다. 원래는 11월에 상트페테르부르크에서 "러시아 총대표자회"를 개최하려 했으나, 1905년 러시아 혁명으로 인한 불안정으로 여의치 않게 되었다. 철도 파업으로 인해 모스크바, 사마라, 니즈니노브고로드의 대표들은 참여할 수 없게 되었고, 회담 자체도 단순 대표자회로 격하되었다.
대표자회가 개최되기 며칠 전인 12월 21일, 볼셰비키들이 장악한 모스크바 노동자 평의회가 다른 혁명정당들과 함께 무장반란을 시도했다. 대표자회가 개최되었을 시점에서 반란의 결과는 아직 알려지지 않았다.
상술했듯 원래 예정된 대표자회 장소는 페테르부르크였다. 하지만 지하정당들 주제에 러시아에서 대놓고 돌아나닐 수 없는지라, 여권 없이 갈 수 있는 외국인 핀란드 대공국(당시 러시아 제국과 동군연합)이 새로운 장소로 선정되었다. 핀란드 사회민주당 당서기 위리외 시롤라는 당시 러시아 주둔군이 전혀 없던 탐페레를 장소로 추천했다. 또한 탐페레는 노동조합이 강성인 좌파 성향의 도시였고, 시장이 차르주의 폭정에 저항하는 운동가들에게 호의적이었다. 레닌은 처음에는 핀란드에서 모이는 계획에 부정적이었으나, 10월 말-11월 초 핀란드에서 일어난 혁명을 보고 마음을 바꾸었다. 12월 21일, 『신생활』에 다시 실린 공고문에서 대표자회 장소가 탐페레로 바뀌었고 대표자들은 핀랸츠키 역에서 소규모 집단으로 나누어 탐페레로 이동했음을 알렸다.
탐페레에서 이 대표자회의 조직을 도와준 핀란드인 조직가들이 누군지는 아직 정확히 밝혀지지 않았다. 『칸산 레흐티』 사무장 비흐토리 코소넨이 유력한 후보자로 꼽힌다.

## 대표자회 진행과 결론

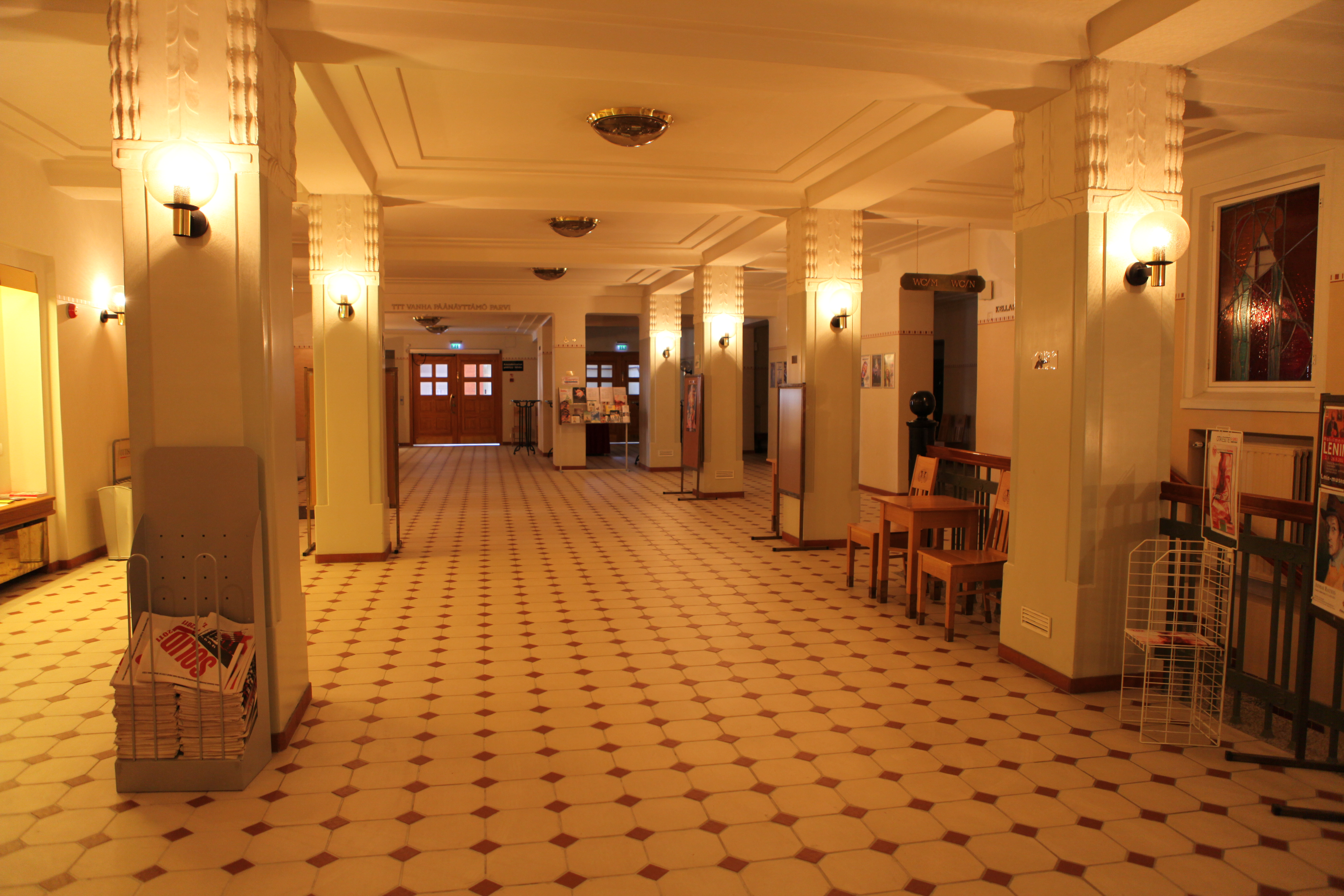
탐페레 노동자회관 내부.

회담 장소는 5년 전 완공된 탐페레 노동자회관이 대관되었다. 탐페레 노동자협회는 회관을 무료로 대관해 주었고, 국민위병을 동원해 회관을 비밀경찰로부터 지켜 주었다. 대표자회 참여자들은 탐페레 현지의 호텔들에 묵었다. 회기는 12월 23일부터 시작되었으나, 본격적인 회담은 다음날 낮에야 개최되었다. 레닌이 의장으로, 고레프, 보로딘이 공동부의장으로 선출되었다. 비밀경찰에게 신원이 발설되는 것을 막기 위한 레닌의 제안으로 참여자들은 모두 가명을 사용했다. 그 외에 참석한 주요 인물로 표도르 단, 레오니트 크라신, 율리우스 마르토프, 알렉세이 리코프 등이 있었다. 한편 핀란드 사회민주당 측에서는 레오 라우키가 대표로 참석했다.
러시아 전역의 사회민주노동당 지구당들에서 총 41명의 대표자들이 모여 참석했다. 우선 각 지역별 현황과 당중앙의 활동을 보고하는 순서가 있었다. 레닌은 탐페레에서 최소 두 차례 이상의 연설을 했고, 스탈린은 거기에 열광적으로 반응했다. 대표자회의 분위기는 혁명의 열기로 들끓었다. 레닌의 아내 나데즈다 크룹스카야는 탐페레 국민위병들이 회담에 참여하러 온 러시아인들에게 사격을 가르쳐 주기도 했다고 회고했다.
대표자회의 주된 논제는 당의 분열상이었다. 볼셰비키들은 분열된 당을 재결합하되 여전히 자기들이 주도권을 유지할 방법을 찾으려 했다. 또한 논의된 주제로는 소농들이 대지주들의 토지를 장악하고자 하는 요구에 관한 소위 농업문제, 1905년 혁명으로 러시아 제정이 입헌군주정으로 전환됨에 따라 곧 열릴 국가두마 선거에 대한 대응 등이 있었다. 결국 러시아 사회민주노동당은 선거를 보이콧하기로 결정이 났다. 이것은 즉 오로지 무장반란만이 혁명의 필수적 수단이라는 노선을 재확인하는 것이었다. 그 외에 결정된 사항으로는 당의 활동을 재조직하기 위해 지구당들이 모두 모이는 전당대회를 여는 것 등이 있었다.
12월 28일, 탐페레 시내에서 평등보통선거권을 요구하는 시민들의 시위가 있었고, 대표자회 참석자들도 이 시위에 참여했다. 시위에는 10,000 명 이상이 모였고, 노동자회관에서 중앙광장까지 행진했다. 몇몇 정보에서는 레닌이 이 시위 도중 연설을 했다고 한다. 몇몇 문헌들에서는 시위가 12월 30일 밤에 있었다고도 한다. 대표자회 폐회 날, 러시아 혁명가들은 노동자회관에 다시 모여 민중가요를 제창했고, 신년 전야에 탐페레를 빠져나갔다. 경찰을 속이기 위해 그들은 몇 개의 집단으로 나뉘어 서로 다른 방향으로 뿔뿔이 흩어진 뒤 각자 열차를 다시 타서 최종적으로 별 어려움 없이 페테르부르크로 빠져나갔다. 레닌은 위조여권을 이용해 페테르부르크로 돌아왔다. 하지만 이렇게 보안엄수를 위해 갖은 노력을 기울였음에도 회담이 있었다는 사실을 경찰도 알게 되었다.

### 결과 정리
| 발제 | 선출 내역 | 결의된 사항 |
| --- | --- | --- |
| - 각 분야별 대표자 근황 보고 - 당중앙 활동 내역 보고 (크라신) - 당중앙 조직 내역 보고 (루먄체프) - 현재 상황에 관한 발제 (레닌) - 농업문제에 관한 발체 (레닌) | 선출중앙위원 요르단스키, 니콜라이 이바노비치 (1876년-1928년) 크라신, 레오니트 보리소비치 (1870년-1926년) 크로크말, 빅토르 니콜라예비치 (1873년-1933년) 랄라얀츠, 이사크 크리스토포로비치 (1870년-1933년) 사메르, 이반 아다모비치 (1870년-1921년) 호선중앙위원 루먄체프, 표트르 페트로비치 (1870년-1925년) 리코프, 알렉세이 이바노비치 (1881년-1938년) 예비중앙위원 갈버슈타트, R. S. (1877년-1940년) 단, 표도르 일리치 (1871년-1947년) 체데르바움, 율리 오시포비치 (1873년-1923년) 대표자회 대표단 요르단스키, 니콜라이 이바노비치 (1876년-1928년) 크라신, 레오니트 보리소비치 (1870년-1926년) 크로크말, 빅토르 니콜라예비치 (1873년-1933년) 랄라얀츠, 이사크 크리스토포로비치 (1870년-1933년) 레닌, 블라디미르 일리치 (1870년-1924년) 사메르, 이반 아다모비치 (1870년-1921년) 주가슈빌리, 이오시프 비사리오노비치 (1878년-1953년) 스테르닌, 블라디미르 페트로비치 (1878년-1919년) | - 문예기관과 출판부문에 관하여 - 지역 및 지방 문예에 관하여 - 당 재조직에 관하여 - 국가두마 선거 보이콧에 관하여 - 선거운동을 혁명선동으로 활용하는 건에 관하여 |

## 사후적 중요성
탐페레 대표자회에서 핀란드 노동운동은 볼셰비키들의 후기 활동에 상당한 영향을 주었던 것 같다. 러시아 적위대는 핀란드 적위대를 모델로 만들어졌다. 또한 탐페레 총파업위원회와 적위대 간의 유기적 관계도 레닌에게 상당한 인상을 주었던 듯, 1917년 봄 2월 혁명 때 소비에트에 관한 아이디어들이 거기서 영향을 받았다는 설이 있다.
핀란드 입장에서는 1906년 4월 탐페레에서 열린 제2차 대표자회가 1905년 12월의 제1차 대표자회보다 더 중요했다. 그 뒤 러시아 사회민주노동당은 1907년 7월 콧카에서 제3차 대표자회, 같은 해 11월 헬싱키에서 제4차 대표자회를 개최하여 핀란드 땅에서 총 네 번 대표자회를 가졌다.
한편 이 대표자회는 레닌과 스탈린이 처음 만난 자리로서, 두 사람은 탐페레 노동자회관 소회의실에서 처음 만났다. 이 방은 현재 레닌 박물관으로 사용된다. 스탈린은 뒷날 회고록에서 첫 인상이 다소 실망스러웠다고 적었다. 스탈린은 레닌이 지도자의 풍모를 갖춘, 좀 풍채도 있고 당당한 모습일 것이라 예상했는데 키도 작고 보통사람처럼 생겨 다른 참석자들과 구분하기도 쉽지 않았다고 썼다. 또 스탈린에 따르면 레닌은 회의실에 좀 늦게 들어와서 다른 사람들이 그를 기다려야 했다. 스탈린은 그것이 마치 “일종의 규칙을 깨는 것”처럼 느껴졌다고 썼다.

## 야사와 일설들

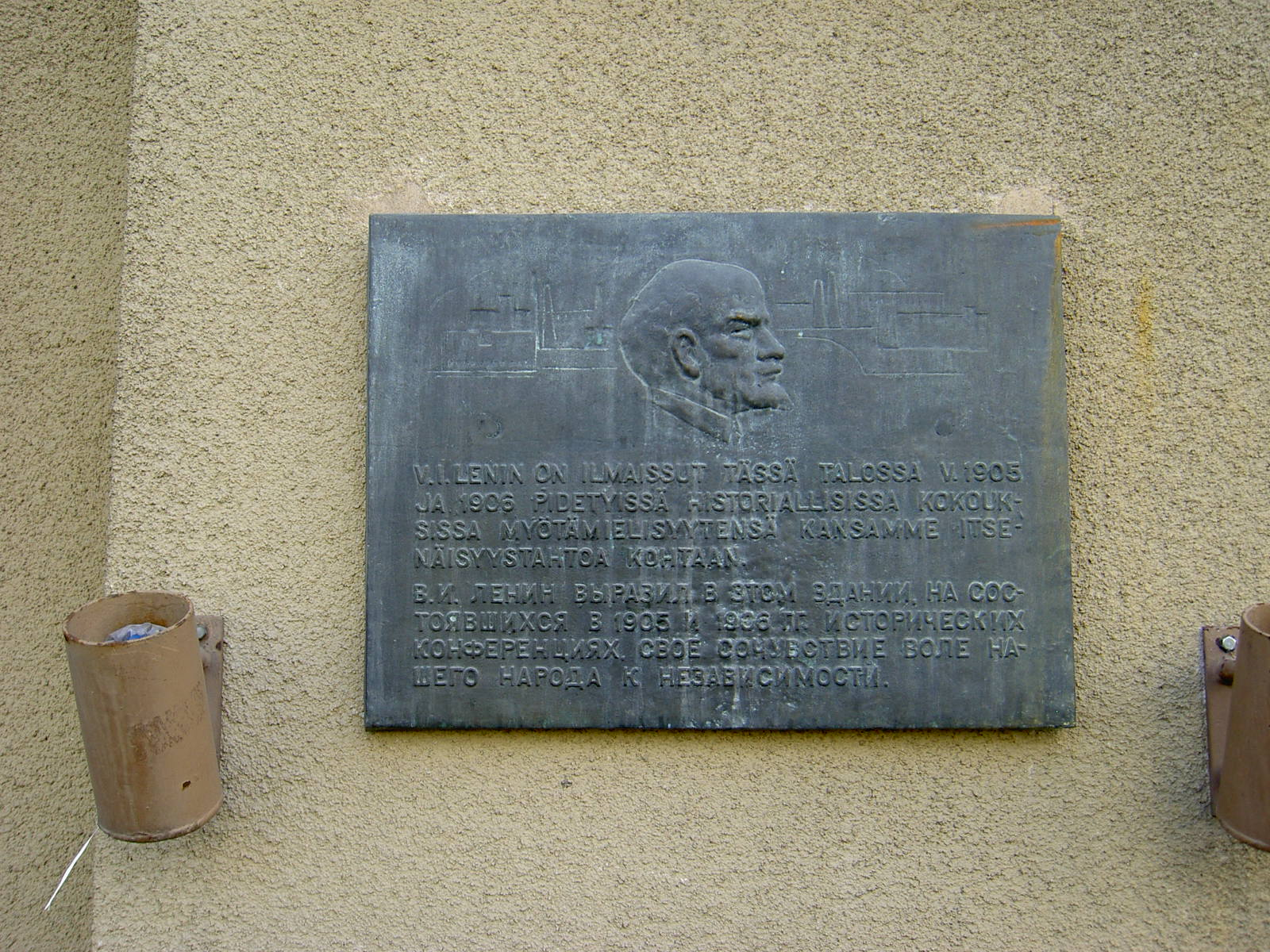
탐페레 노동자회관의 레닌 기념패.

탐페레 대표자회 현장은 따로 보존되지 않았고, 사진 따위도 남은 것이 없다. 그래서 회담 중 무슨 일이 있었는지 알 만한 제대로 된 정보가 거의 없다. 모두 사후에 작성된 회고 뿐이다. 레닌과 스탈린 같은 역사적 인물들이 처음 만난 자리라는 점에서 다양한 도시전설들이 생겨났고, 그 중에는 사실인 것도 있지만 아닌 것도 있다. 예컨대 라우타티에가와 퀴탤래가가 만나는 모퉁이에 있는 여관에 레닌 부부가 묵었다고 전해지고, 건물 벽에 그것을 기념하는 명판도 설치되어 있다. 하지만 1905년에 그 자리에 여관은 없었다. 레닌은 아마 다른 대표자들과 마찬가지로 바우어 호텔(현재의 에마욱센 탈로 호텔)에 묵었을 것이다.
또 다른 이야기로, 핀란드 언론인이자 노동운동가 요흔 엘리스 치드배크가 헬싱키에서 무슨 정보를 입수하고 그것을 간발의 차로 레닌과 스탈린에게 전달하여 두 러시아 혁명가가 체포를 면할 수 있었다는 이야기가 있다. 치드배크에 따르면 성탄전야에 탐페레 시내에 경찰이 수백 명이 깔려 있었다고 한다. 하지만 치드배크의 이야기는 다른 정보들, 예컨대 당시 탐페레 노동자협회 회장이었던 에밀 빌랴넨의 증언 같은 것들과 모순되므로 신빙성이 없다.
1946년 마티 부올루카가 쓴 회고록에 따르면 레닌이 볼셰비키가 러시아의 권력을 장악하면 핀란드를 독립시켜 주겠노라 탐페레 대표자회에서 약속을 했다고 한다. 하지만 정황상 이것은 1906년 11월 탐페레에서 있었던 제2차 대표자회를 1905년 12월 제1차 대표자회로 착각하여 잘못 서술한 말하는 것 같다. 또 자치령 정도면 모를까 핀란드를 완전 독립시켜줄 마음은 레닌에게 없었을 것이다.